# サンヨウコガタスジシマドジョウ
サンヨウコガタスジシマドジョウ（山陽小型筋縞泥鰌、Cobitis  minamorii minamorii）は、山陽地方に生息するコガタスジシマドジョウの亜種である。以前は、スジシマドジョウ小型種山陽型と呼ばれていた。俗に「しまどじょう」または「どじょう」と称される。タイプ産地は岡山県瀬戸内市吉井川水系。

## 分布
日本の本州の兵庫県西部・岡山県・広島県西部の瀬戸内海側の水系に分布する。河川のワンド・下流や、平野部の小川、用水路などに生息し、わずかに水の流れがある砂泥底や礫底を好む。

## 形態
全長4-7cm。他のドジョウ科の魚に似るが、体高は体後半に向かって低くなり、尾柄でもっとも低くなっている。雌の方が体が大きく、口ひげは3対で、体色は淡い黄褐色や乳白色などをしている。体側には暗褐色の縦筋が見られる。この縦筋は不規則に途切れたりくびれたりする。尾びれにも2～3筋の斑が見られ、この斑の後縁は尾鰭後端の輪郭を縁取るように広がることが多い。尾鰭基底には2個の黒い紋がある。背鰭には薄い黒色の斑が反秩序的に散らばる。雄の骨質盤は円形。トウカイコガタスジシマドジョウに類似するが、サンヨウコガタスジシマドジョウはより小型で体は細い。サンインコガタスジシマドジョウにも似るが、この種は尾鰭が丸みを帯びないほか、やや大型。また、尾鰭の黒い筋は3-5列。体側の縦筋は多くの場合切れて点の列となす。同じ場所を分布域とするチュウガタスジシマドジョウは、2本のはっきりとした黒い縦筋が体側に入る。ただし、後方の尾鰭近辺においては点の列に変化することもしばしばある。また、全長は本種より大型。

## 生態
口から砂の中にあるデトリタスや底生小動物を砂ごと吸い込んで、砂だけを鰓から出して食べるほか、ユスリカの幼虫や藻類なども食べる。繁殖期は5～6月で、水田やワンドなどの一時水域に移動し産卵する。卵は一日でふ化する。雌雄ともに１年で成熟する。

## 保全状況
保全状況は極めて悪いとされている。河川改修や圃場整備などで川本流の周辺にあった広大や氾濫原などの一時的水域の喪失が大きく影響している。また、水田と河川との接続を担っている細流が改修されて底がコンクリート化したことなども影響している。特に、産卵回遊に使用される細流に落差の高い垂直な段差があることは、本種に甚大なダメージを与える。環境省はこの深刻な保全状況を受け、絶滅危惧ⅠA類に本種を指定し、保護を推進しているが、個体数の増加は不明瞭である。
絶滅危惧IA類 (CR)（環境省レッドリスト）